# Alfred Richter (Schriftsteller)
Alfred Alfred Hermann Andreas Rudolph Richter (Pseudonyme: Andreas Igel Richter, Richter Rottenbach) (* 21. März 1890 in Wehlheiden; † 14. Dezember 1959 in Reutlingen) war ein deutscher Schriftsteller.

## Leben
Richter studierte Germanistik, Kunstgeschichte und Musikgeschichte in Jena, Kiel, Freiburg und München. Während seines Studiums wurde er 1909 Mitglied der Burschenschaft Teutonia Jena und 1910 der Burschenschaft Teutonia zu Kiel. Ab 1914 war er in Salzungen. Er nahm am Ersten Weltkrieg teil, zuletzt als Leutnant. 1919 zog er nach Weimar, 1920 nach Wasungen. In den 1920ern arbeitete er als Reklameschriftleiter im Quickborn-Schokoladenwerk in Greußen. Später zog er nach Leipzig und nach dem Zweiten Weltkrieg nach Reutlingen. In seinem Entnazifizierungsverfahren wurde er nicht in einer Gruppe der Hauptschuldigen oder Belasteten eingestuft.

## Ehrungen
- Eisernes Kreuz II
- Eisernes Kreuz I
- Sachsen-Meinigensches Kriegsverdienstkreuz

## Veröffentlichungen (Auswahl)
- Der Rosenhag. Eine ganz vertrackte Historie auf der Lebensbühne erschaut und festgehalten. Dresden 1920.
- Das Totenlodern. Dresden 1922.
- Peregrin, der Wanderer. Leipzig 1929.
- Der Blick durch die Lücke. Leipzig 1932.
- Eulenspiegel in Schilda. Bayreuth 1943.
- Sense und Gewehr-Roman eines deutschen Unteroffiziers. Minden 1943.